# Sbarramento passo monte Croce Comelico
Lo sbarramento passo monte Croce Comelico è uno degli sbarramenti del XV settore di copertura Pusteria (successivamente passato al settore XVI settore di copertura Cadore - Carnia) del vallo alpino in Alto Adige, che si erge al Passo di Monte Croce di Comelico in Veneto, nelle vicinanze del paese di Sesto e Comelico Superiore, tra alta Val Pusteria e Val Comelico. Assieme allo sbarramento presso il passo Monte Croce di Comelico, si considerano anche lo "sbarramento Alto Padola-Cresta di Vallorera" e lo "sbarramento Passo Silvella" data la loro vicinanza geografica.

## Storia

### Fino alla seconda guerra mondiale
Dal marzo 1939 la progettazione di questo sbarramento, a cavallo della strada statale 52 Carnica, sul confine tra il bellunese e l'Alto Adige, venne affidato al XIV corpo d'armata di Treviso, scorporandolo quindi dal raddoppio del I sistema difensivo.
Nel 1940 un nuovo progetto arrivò dal comando del corpo d'armata, tenendo conto della nuova "circolare 15000", che prevedeva di sbarrare la direttrice "Valle di Sesto-Passo di Monte Croce di Comelico" seguendo la tipologia "A". Questo sbarramento era quindi composto da 7 opere difensive, in grado di resistere ai grossi calibri. La loro disposizione tagliava la vallata, dal Pian della Biscia fino al monte Popera, con un armamento di 6 obici 100/17, 3 cannoni anticarro, 31 mitragliatrici e 3 fucili mitragliatori. Oltre alla difesa attiva, venne progettato anche un fossato anticarro con travi di ferro NP 20 per impedire il passaggio di forze corazzate. Tutto ciò venne considerato troppo poco per una via così importante che permetteva l'accesso diretto al Comelico Superiore, ma allo stesso tempo vi erano problemi economici per potenziare questa linea difensiva.
Nel mese di agosto 1940, si ideò quindi un nuovo progetto; esso prevedeva tre distinti sbarramenti, che date le condizioni sfavorevoli del terreno erano principalmente costruite in calcestruzzo (eccezione fatta per le opere 2 e 10):
- sbarramento monte Croce Comelico, situato fra il Crestone del Popera a ovest e Col della Croce-monte Croce a est, e composto da 20 opere difensive ulteriormente suddivise in tre sottogruppi. In totale questo sbarramento era armato con 30 fucili mitragliatori, 83 mitragliatrici, 2 lanciafiamme, 3 mortai da 81 mm e 6 100/17;
- sbarramento Alto Padola-Cresta di Vallorera, situato fra il Col della Croce e le pendici ovest del Col Quaternà, e composto da 11 opere difensive suddivise in due sottogruppi. In totale questo sbarramento era armato con 18 fucili mitragliatori, 40 mitragliatrici, 2 mortai da 81 mm e 2 75/27;
- sbarramento passo Silvella, situato a cavaliere dell'omonimo passo (2329 m) per impedire l'aggiramento del passo monte Croce, e composto da 5 opere difensive. In totale questo sbarramento era armato con 8 fucili mitragliatori, 18 mitragliatrici e 3 pezzi anticarro.

Nonostante i frenetici lavori durante gli ultimi mesi del 1940, all'ottobre dello stesso anno risultavano complete nella struttura 4 opere del primo sbarramento (opere 1, 3, 4 e 9), e completata l'opera 10 assieme al fossato anticarro. Solo l'opera 12 venne iniziata nello scavo, mentre le restanti rimanevano solo sulla carta. Del secondo sbarramento risultavano complete 2 opere (opere 2 e 7), 4 erano in fase di costruzione e per l'opera 4 era stato iniziato lo scavo. A fine anno, mentre i lavori per questi due sbarramenti erano più o meno completati, quelli per l'ultimo sbarramento no (queste opere non vennero mai costruite).
Nel 1941 furono aggiunti gli arredamenti interni e le mascherature, come ad esempio l'opera 2 ricevette la sua torretta, e a fine anno, quando i lavori furono sospesi, la situazione era questa:
- sbarramento monte croce di Comelico: 12 opere complete e 3 lasciate a livello di scavo (opere 12, 14 e 15);
- sbarramento Alto Padola-Cresta di Vallorera: 3 opere complete e 4 lasciate a livello di scavo (opere 1, 3, 4 e 6).

Nei pressi del giogo Frugnoni (a quota 2533 m, posto a est del Col Quaternà) venne completata una casermetta difensiva per 50 soldati. Tutte le opere che vennero ultimate vennero consegnate alla Guardia alla Frontiera durante l'estate del 1942.
Da notare che la zona del passo di Monte Croce di Comelico rientrava solo inizialmente nella direttrice Rienza/Drava, quindi nel "XV Settore di Copertura Pusteria"; successivamente passò al "XVI Settore di Copertura Cadore - Carnia". Aveva il compito strategico di impedire la penetrazione del nemico verso la pianura veneta.
Il "piano d'illuminazione generale" prevedeva per l'illuminazione dei settori di tiro delle singole opere l'impiego di 18 fari da posizionare all'esterno dei manufatti e con l'alimentazione fornita dalle opere stessa.

### Dopo la riattivazione in ambito NATO

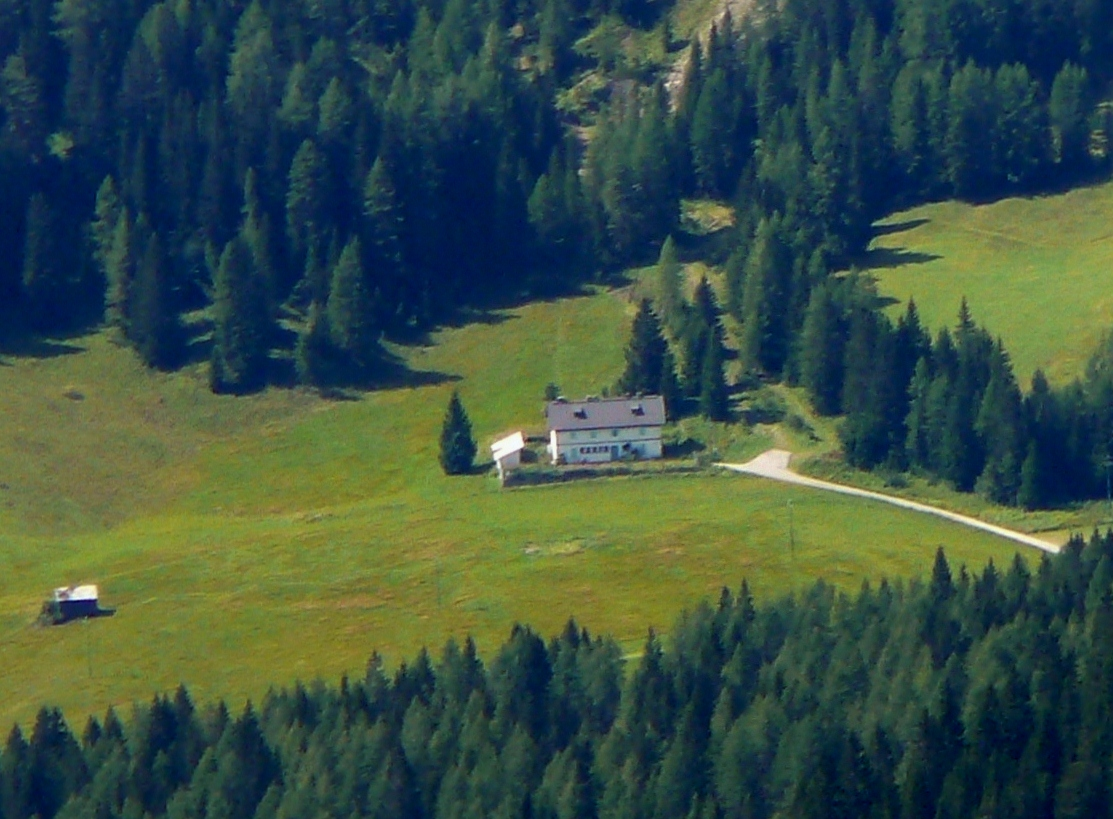
Vista della casermetta in posizione arretrata

Nel dopoguerra alcune opere difensive costruite inizialmente per difendersi da un'invasione tedesca, vennero riutilizzate dall'esercito italiano durante gli anni della Guerra Fredda, quindi in un contesto più ampio, sotto la guida della NATO; solo nel 1992 questo sbarramento venne definitivamente dismesso.
Delle opere completate precedentemente, solo 7 vennero riadattate: le opere 1, 2, 3, 4, 5, 11 e 13. Allo sbarramento fu dato il nome in codice "Tremiti". Lo sbarramento aveva assegnati: 11 ufficiali, 16 sottufficiali e 220 soldati di truppa, per un totale di 247 uomini.
Questo rinnovato sbarramento, al luglio 1968, era armato in totale con:
- 27 mitragliatrici Breda 37 calibro 8, poi sostituite dalle MG calibro 7,62 per conformità NATO;
- 2 pezzi anticarro da 75/27, poi sostituiti dai 90/32L.

Data la sola presenza di due opere con armi anticarro (l'opera 1 e la 3), nel 1976 lo sbarramento venne potenziato con la realizzazione di due postazioni con torretta enucleata del carro armato M26 Pershing, armato con un cannone da 90/50 e per evitare il loro aggiramento, una postazione per torretta a 4 feritoie di nuova concezione e 2 mitragliatrici in torretta, in posizione più arretrata, dopo il valico, in direzione Santo Stefano di Cadore. Per queste due postazioni P venne preso in considerazione la loro sostituzione con altre due provenienti dagli M47 e con cannoni 90/50.
Tale sistemazione era posta a controllare la SS52 e la zona dei Prati di Montecroce. Qui, in posizione arretrata rispetto allo sbarramento, si trova anche la casermetta che alloggiava le truppe che presidiavano le opere.

## Fossato anticarro

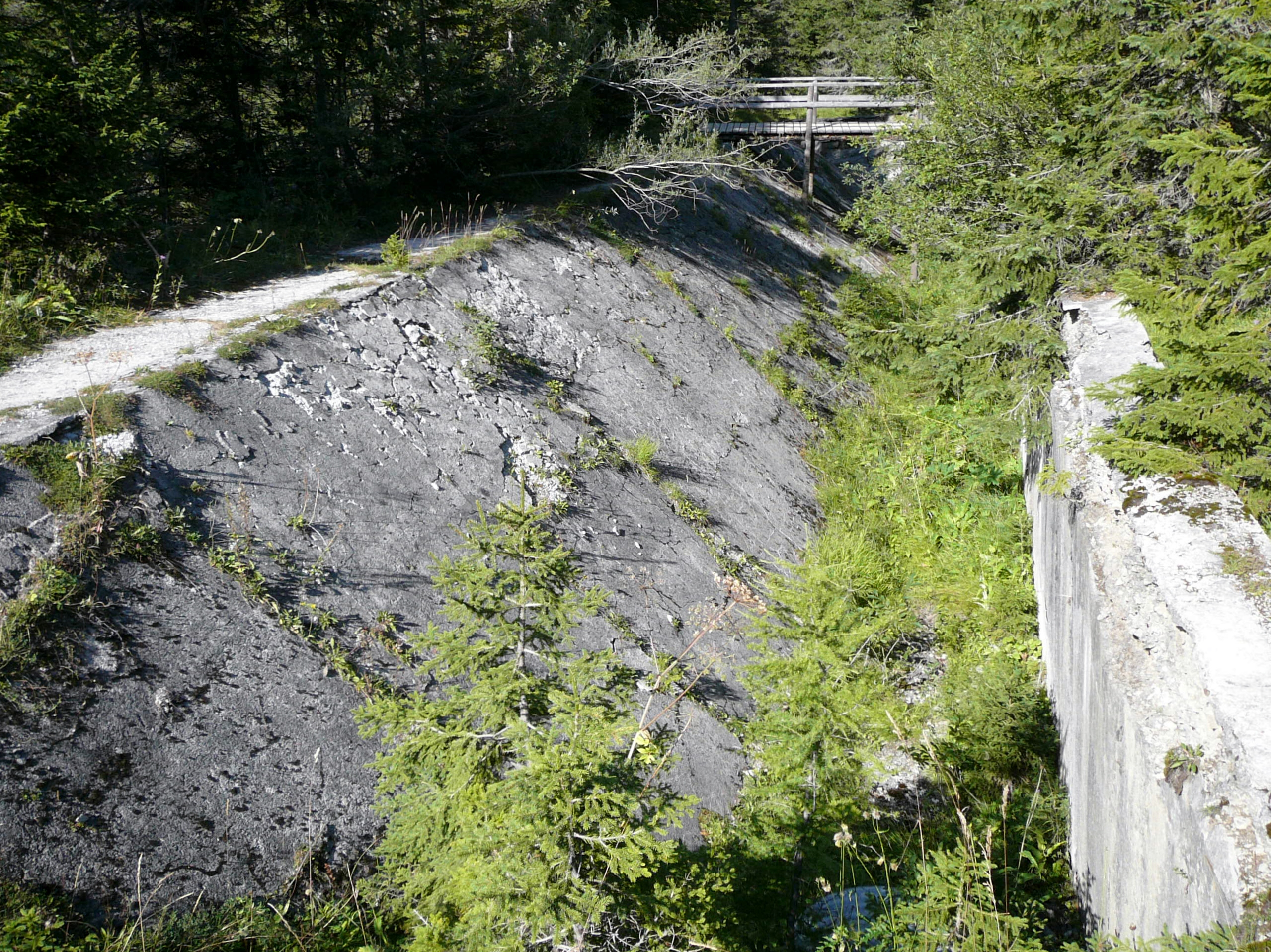
Il fossato a nord-est della strada statale

500 metri a nord-ovest del passo di Monte Croce di Comelico, verso Sesto, esiste un fossato anticarro che taglia quasi perpendicolarmente la strada statale, da sud-ovest a nord-est. Il fossato sbarrava il fondo valle con uno sviluppo di circa 350 metri ed era battuto dalle opere 1, 3 e 4. Nella sua diramazione verso nord-est il fossato presenta quasi subito una svolta che poi lo protrae per un lungo percorso fino a sbarrare totalmente la stretta della valle.
Da notare che, al contrario di molti fossati anticarro del Vallo alpino, questo non presenta le due opere poste all'estremità del fossato, ma queste sono invece in posizione più arretrata.

## Tabella delle opere dello sbarramento

### Opere dello sbarramento Passo Monte Croce Comelico
|                | Tipo       | Fuc. MTR | MTR | Cann A.C. | Cannoni 75/27 | Osserv.   | Note                                    |
| -------------- | ---------- | -------- | --- | --------- | ------------- | --------- | --------------------------------------- |
| Opera 1        | Media CLS  | 1        | 2   | 1         | -             | 1p        | 1 lanciafiamme                          |
| Opera 2        | Grande CV  | 3        | 5   | -         | -             | 1t        | 1 mortaio da 81                         |
| Opera 3        | Media CLS  | 2        | 3   | 1         | -             | 1p        | 1 lanciafiamme                          |
| Opera 4        | Media CLS  | 1        | 3   | 1         | -             | 1t        | -                                       |
| Opera 5        | Grande CLS | 1        | 5   | -         | -             | 1p        | -                                       |
| Opera 6        | Media CLS  | 1        | 4   | -         | -             | 1t        | -                                       |
| Opera 7        | Grande CLS | 1        | 5   | -         | -             | 1p        | -                                       |
| Opera 8        | Media CLS  | 1        | 4   | -         | -             | 1p        | -                                       |
| Opera 9        | Media CLS  | 2        | 4   | -         | -             | 1p        | -                                       |
| Opera 10       | Grande CAV | 1        | 5   | -         | 6 da 100/17   | 1c        | -                                       |
| Opera 11       | Grande CLS | 1        | 5   | -         | -             | 1t        | -                                       |
| Opera 12 (*)   | Grande CLS | 1        | 5   | -         | -             | 1t        | Opera capogruppo                        |
| Opera 13       | Media CLS  | 1        | 4   | -         | -             | 1p        | -                                       |
| Opera 14 (**)  | Grande CLS | 1        | 4   | -         | -             | 1t        | 1 mortaio da 81 in barbetta Capo gruppo |
| Opera 15 (**)  | Grande CLS | 2        | 5   | -         | -             | 1p        | 1 mortaio da 81                         |
| Opera 16 (***) | Grande CAV | 2        | 5   | -         | -             | 1t        | P2 edificata nel 1976                   |
| Opera 17 (***) | Media CLS  | 2        | 3   | -         | -             | 1p        | P1 edificata nel 1976                   |
| Opera 18 (***) | Media CLS  | 2        | 4   | -         | -             | 1p        | M edificata nel 1976                    |
| Opera 19 (***) | Media CLS  | 1        | 4   | -         | -             | 1p        | -                                       |
| Opera 20 (***) | Media CLS  | 2        | 4   | -         | -             | 1p        | -                                       |
| Totale         | 15+5       | 30       | 83  | 3         | 6             | 12p+7t+1c | -                                       |

- (*) Opere solo scavo completo
- (**) Opere con il solo basamento completo
- (***) Opere mai costruite

### Opere dello sbarramento Alto Padola-Cresta di Vallorera
|                | Tipo       | Fuc. MTR | MTR | Cann A.C. | Cannoni 75/27         | Osserv. | Note                            |
| -------------- | ---------- | -------- | --- | --------- | --------------------- | ------- | ------------------------------- |
| Opera 1 (**)   | Media CLS  | 2        | 3   | -         | -                     | 1p      | -                               |
| Opera 2        | Grande CLS | 2        | 5   | -         | -                     | 1t      | 2 mortai da 81 Opera capogruppo |
| Opera 3 (*)    | Media CLS  | 2        | 4   | -         | -                     | 1p      | -                               |
| Opera 4 (**)   | Media CLS  | 2        | 4   | -         | -                     | 1p      | -                               |
| Opera 5        | Grande CLS | 1        | 5   | -         | -                     | 1t      | Comando sbarramento             |
| Opera 6 (*)    | Media CLS  | 1        | 4   | -         | -                     | 1p      | -                               |
| Opera 7        | Media CLS  | 1        | 2   | -         | 2 su affusto "tipo 4" | 1t      | -                               |
| Opera 8 (***)  | Media CLS  | 1        | 4   | -         | -                     | 1p      | -                               |
| Opera 9 (***)  | Media CLS  | 2        | 4   | -         | -                     | 1p      | -                               |
| Opera 10 (***) | Ricovero   | 3        | -   | -         | -                     | -       | Per 80 uomini                   |
| Opera 11 (***) | Media CAV  | 1        | 3   | -         | -                     | 1p      | -                               |
| Totale         | 7+4        | 18       | 38  | -         | 2                     | 7p+3t   | -                               |

- (*) Opere ultimate solo in fase di sedime
- (**) Opere dove è stato ultimato solo il solettone
- (***) Opere mai costruite

## Descrizione delle opere dello sbarramento

### Sbarramento Passo Monte Croce di Comelico

#### Opera 1
- Come raggiungere l'opera

Per raggiungere l'opera 1 bisogna partire dal fossato anticarro; da qui si procede verso est tenendosi a nord del fossato, ovvero seguendo il sentiero che passa per di lì. Verso la fine del fossato, cioè dopo circa 500 m, si trova un varco per oltrepassarlo. Da qui si percorre all'indietro il fossato fino a trovarsi sotto all'opera.
- Caratteristiche

L'opera, di medie dimensioni, costruita in calcestruzzo su un piano, si presentava completa già nell'ottobre 1940 e risulta ancora ben conservata. Al suo interno si trovano quattro cisterne da 500 litri in eternit per l'acqua, due turche, ed un impianto per l'aerazione dell'aria.
È presente un grande ricovero in grado di ospitare 26 soldati; alcuni pezzi dei letti sono ancora presenti al suo interno.
L'opera è stata riattivata.
- Armamento previsto

prima della guerra: 1 fucile mitragliatore, 2 mitragliatrici, 1 pezzo anticarro, 1 lanciafiamme
nel reimpiego: 2 mitragliatrici breda 37, 2 cannoni 75/27
- Ingressi

L'opera ha 2 ingressi
Dati relativi a ottobre 2013
- Coordinate geografiche: 46°39′30.8″N 12°24′58.72″E

#### Opera 2
- Come raggiungere l'opera

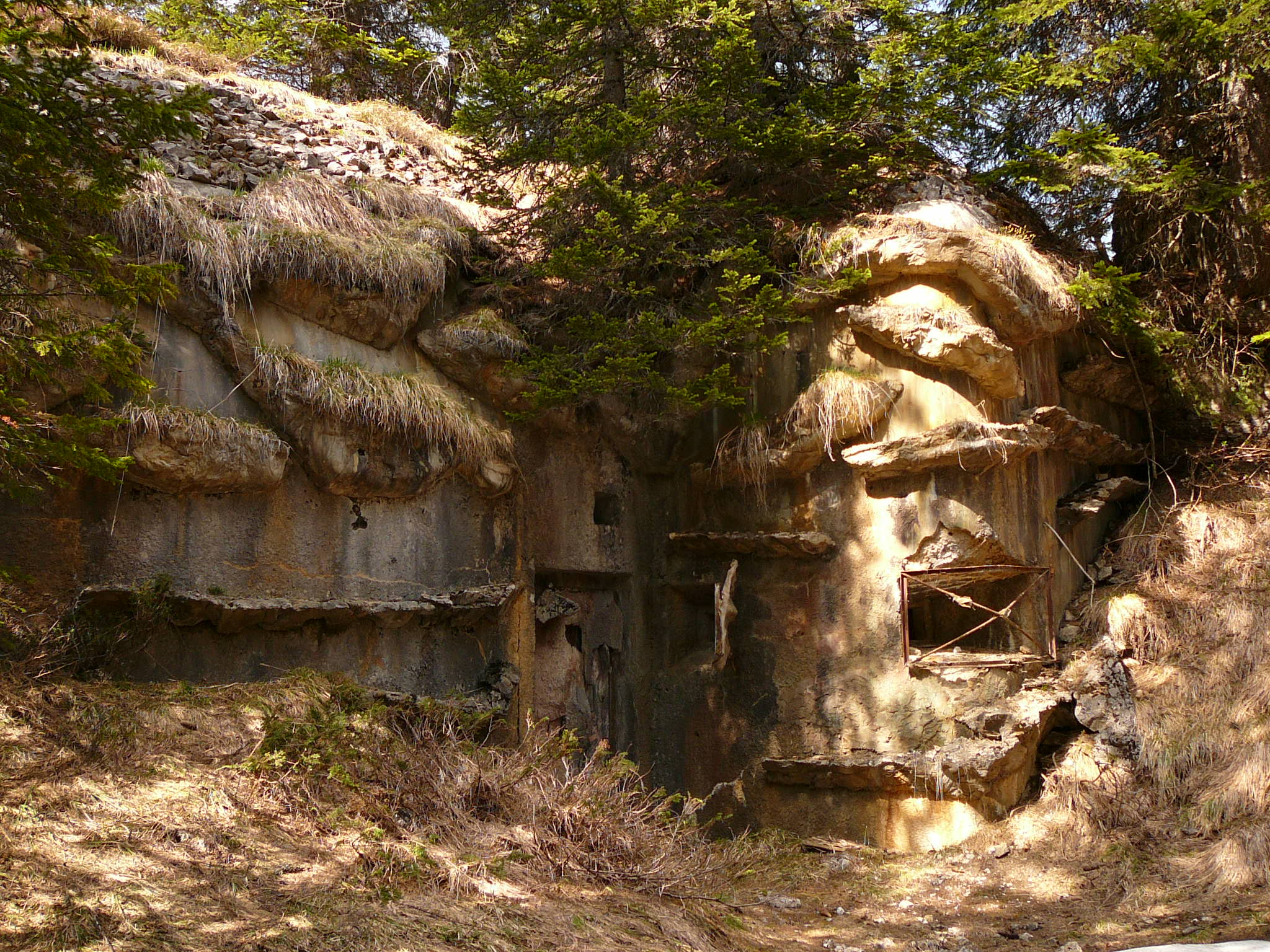
L'opera 2

Partendo dall'opera 11, si segue il sentiero 15A verso nord-ovest che prosegue fino ai Prati della Croda Rossa. Lo si percorre per una ventina di metri, fino al primo bivio, che segna due direzioni. Si prende la terza direzione non segnalata, che porta ad un piccolo altipiano, dove sotto i nostri piedi si trova l'opera 2. Più precisamente si trova a 600 metri a ovest del passo a quota 1776 m.
- Caratteristiche

L'opera era di costruzione mista, roccia e calcestruzzo, e costituita da due nuclei di postazioni disposti ad una certa distanza tra di loro e su quote differenti. Il primo nucleo era realizzato interamente in calcestruzzo e armato di 3 mitragliatrici posto a battere rispettivamente la testata del rio Bianco (ted. Weiss bach), il Pian di Sella (Schellaboden) e il ponte sul rio Bianco. Ricavati in caverna erano il ricovero truppa, al quale era annesso l'osservatorio attivo in torretta metallica, ed il secondo nucleo di armi: 2 mitragliatrici con azione di fiancheggiamento delle opere 1 e 4 e un mortaio da 81, in postazione protetta, per battere il terreno a nord dell'opera. Le varie sezioni dell'opera erano collegate con cunicoli e scale per uno sviluppo lineare di circa 130 metri e munite ognuna di proprio ingresso con relativa caponiera di difesa.
Furono ultimate le strutture murarie dell'opera e di una postazione per fotoelettrica da 120 mm situata a quota 1760 m di Campestrin (ted. Katzengarten, circa a 500 metri a sud-ovest dal passo.
L'opera nel dopoguerra è stata riattivata.
- Armamento previsto

prima della guerra: 3 fucili mitragliatori, 3+2 mitragliatrici, 1 mortaio da 81 mm, 1 osservatorio attivo in torretta metallica
nel reimpiego: 5 mitragliatrici breda 37, 1 osservatorio attivo in torretta metallica
- Ingressi

L'opera ha 2 ingressi
Dati relativi a marzo 2007
- Coordinate geografiche: 46°39′08.77″N 12°24′42.62″E

#### Opera 3
- Come raggiungere l'opera

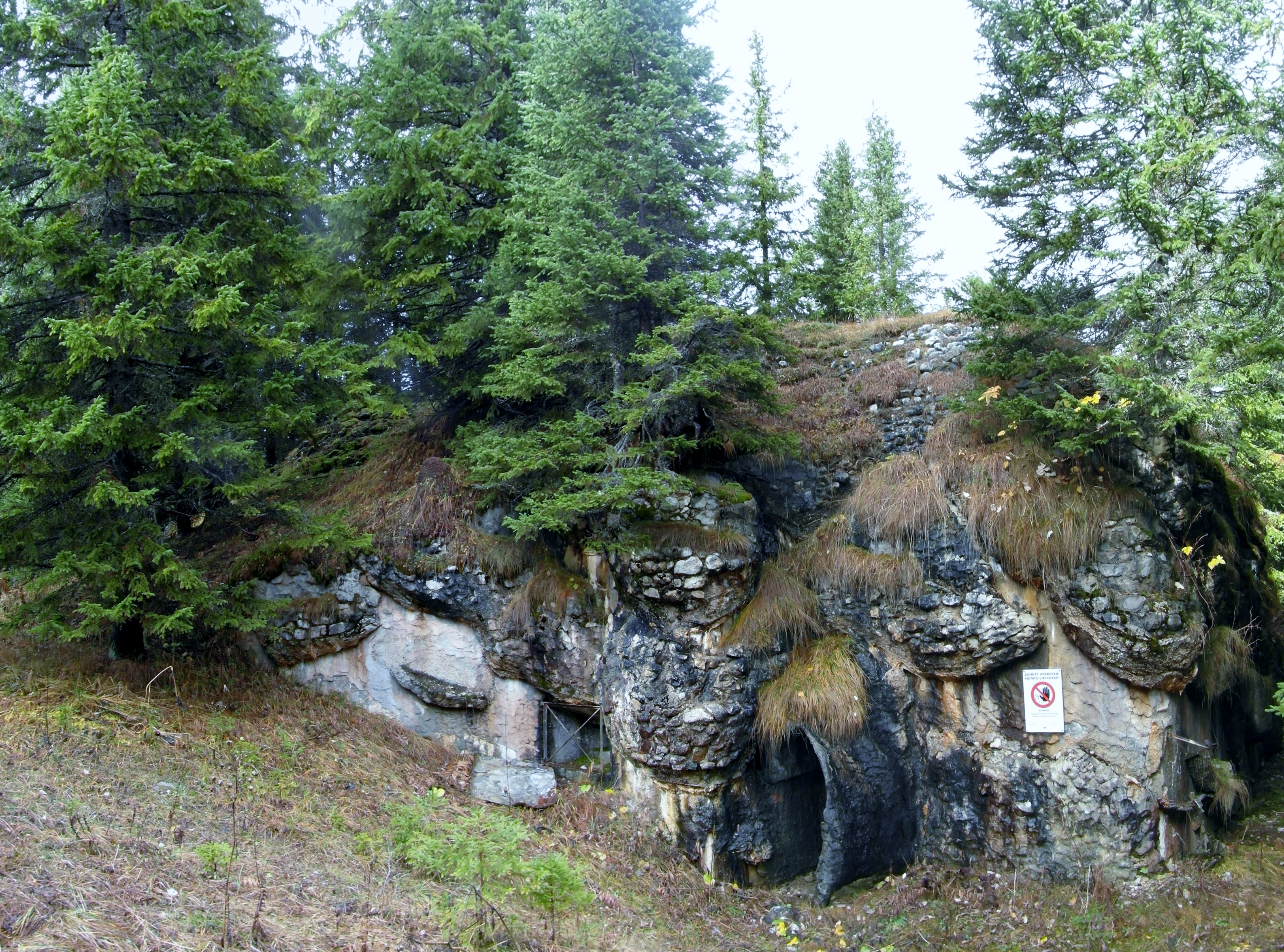
Vista dell'opera 3

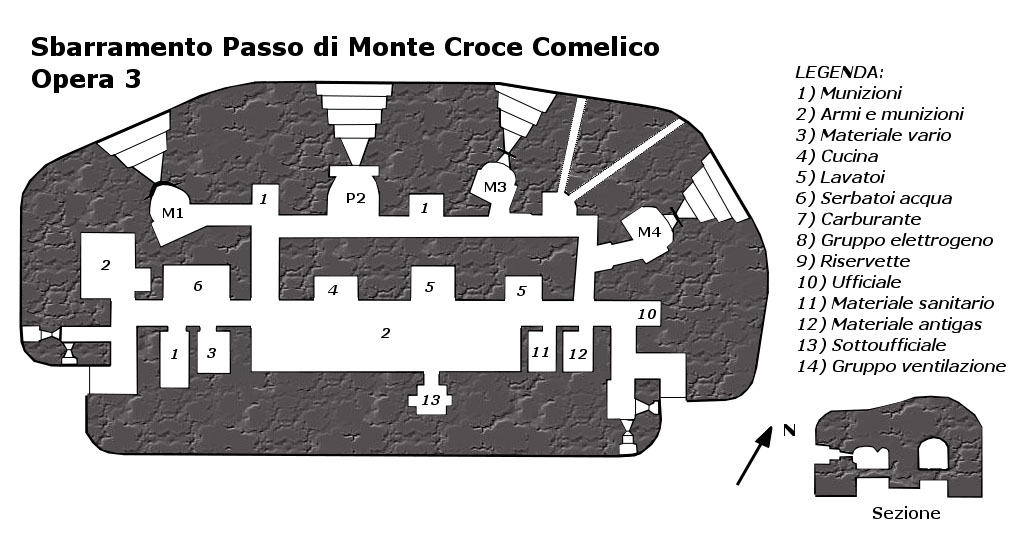
La piantina dell'opera 3

L'opera si trova nei pressi dell'albergo passo di Monte Croce ed è facilmente raggiungibile dalla strada statale Carnica seguendo il sentiero.
- Caratteristiche

Interamente realizzata in calcestruzzo su un piano, è di medie dimensioni e ben conservata. Presenta comunque tutte le caratteristiche tecnico-costruttive delle opere maggiori. L'opera era progettata per ospitare un cannone e tre mitragliatrici. L'opera è stata riattivata e venne definitivamente chiusa in data 23 marzo 1993.
- Armamento previsto

prima della guerra: 2 fucili mitragliatori, 3 mitragliatrici, 1 cannone anticarro, 1 mortaio da 81 mm
nel reimpiego: 3 mitragliatrici breda 37, 1 90/32L
- Ingressi

L'opera ha 2 ingressi
Dati relativi a ottobre 2013
- Coordinate geografiche: 46°39′20.96″N 12°24′59.37″E

#### Opera 4
- Come raggiungere l'opera

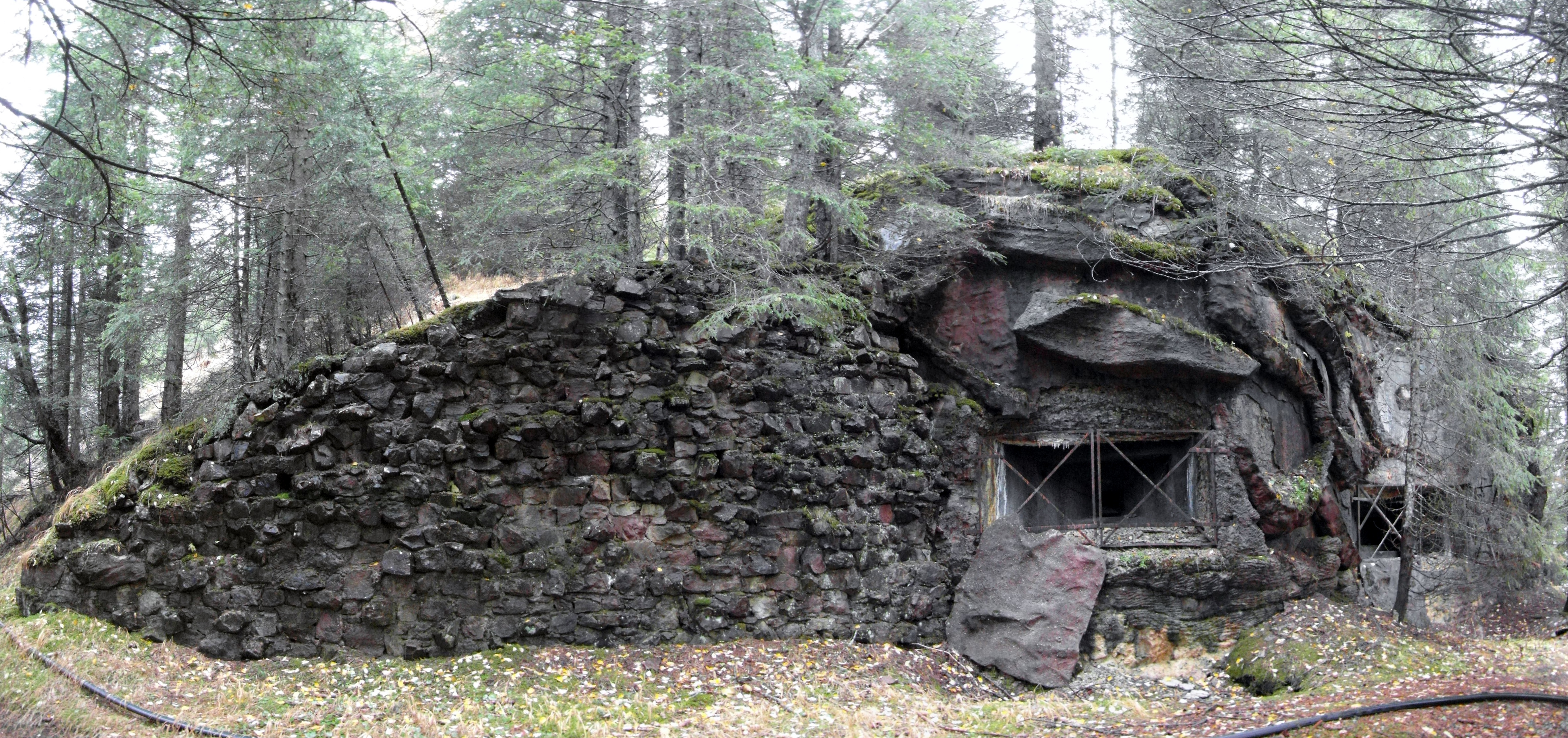
Vista dell'opera 4

L'opera è già visibile dalla strada statale; risalendo la statale da Sesto, poco dopo il fossato anticarro, sulla sinistra si intravedono alcune feritoie dell'opera.
- Caratteristiche

L'opera di media grandezza è stata costruita in calcestruzzo e risulta ben conservata. Al suo interno si trovano quattro cisterne da 500 litri in eternit per l'acqua, un impianto per l'aerazione dell'aria e una scala alla marinara che conduce alla torretta osservatorio. È presente un grande ricovero in grado di ospitare 26 soldati. Il suo centralino era collegato alle opere 13 e 3.
L'opera è stata riattivata.
- Armamento previsto

prima della guerra: 1 fucile mitragliatore, 3 mitragliatrici, 1 cannone anticarro, 1 osservatorio attivo in torretta metallica
nel reimpiego: 3 mitragliatrici breda 37, 1 90/32L, 1 osservatorio attivo in torretta metallica
- Ingressi

L'opera ha 2 ingressi ancora ben mascherati
Dati relativi a ottobre 2013
- Coordinate geografiche: 46°39′26.87″N 12°25′06.13″E

#### Opera 5
- Come raggiungere l'opera

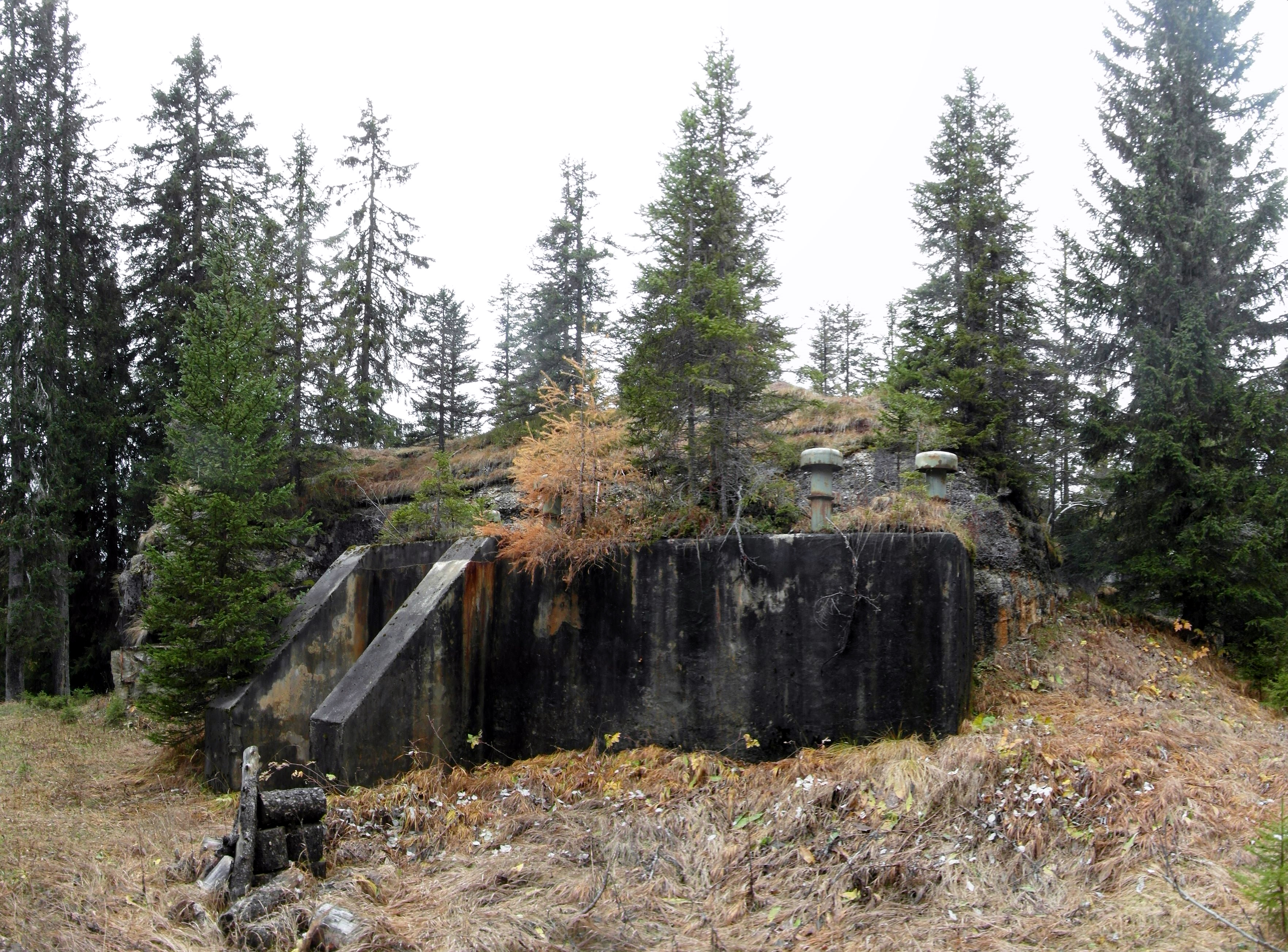
Ingresso particolare dell'opera 5

L'opera è facilmente raggiungibile seguendo per pochi metri il sentiero nr. 131 che conduce alla malga di Nemes. Subito sulla sinistra si vede una piccola cappella che noi passiamo oltre, fino alla sbarra, la quale indica che siamo andati già troppo in là. A destra si intravede invece una piccola traccia che ci conduce in poco tempo all'opera 5.
- Caratteristiche

L'opera di grandi dimensioni è stata costruita in calcestruzzo e risulta ben conservata. Al suo interno si trovano quattro cisterne da 400 litri in eternit per l'acqua, tre turche, un impianto per l'aerazione dell'aria ed un motore a benzina per il suo funzionamento. Sono presenti due ricoveri, di cui uno molto più grande dell'altro. Il suo centralino era collegato all'opera 13.
L'opera è stata riattivata.
- Armamento previsto

prima della guerra: 1 fucile mitragliatore, 5 mitragliatrici
nel reimpiego: 5 mitragliatrici breda 37
- Ingressi

L'opera ha 2 ingressi
Dati relativi a ottobre 2013
- Coordinate geografiche: 46°39′29.92″N 12°25′11.85″E

#### Opera 6
- Come raggiungere l'opera

Per raggiungere l'opera si segue il sentiero n. 131, arrivando ad una quota di 1759 m, dove si incrociano quattro sentieri. Se si sta salendo dal sentiero n. 131, l'opera si trova a sinistra del sentiero, prima dell'incrocio.
- Caratteristiche

L'opera di medie dimensioni in calcestruzzo, non è mai stata riattivata in quanto esiste solamente la soletta della struttura. Essa aveva una torretta sulla sua sommità (realizzata nel solo scavo), due ingressi, due postazioni per posizionare le turche e una grande camerata piastrellata per la truppa dove si notano le tracce di una struttura per lo smistamento dell'aria.
- Armamento previsto

1 fucile mitragliatore, 4 mitragliatrici
- Ingressi

L'opera ha 1 ingresso
Dati relativi a agosto 2014
- Coordinate geografiche: 46°40′05.15″N 12°26′40.23″E

#### Opera 7
- Come raggiungere l'opera

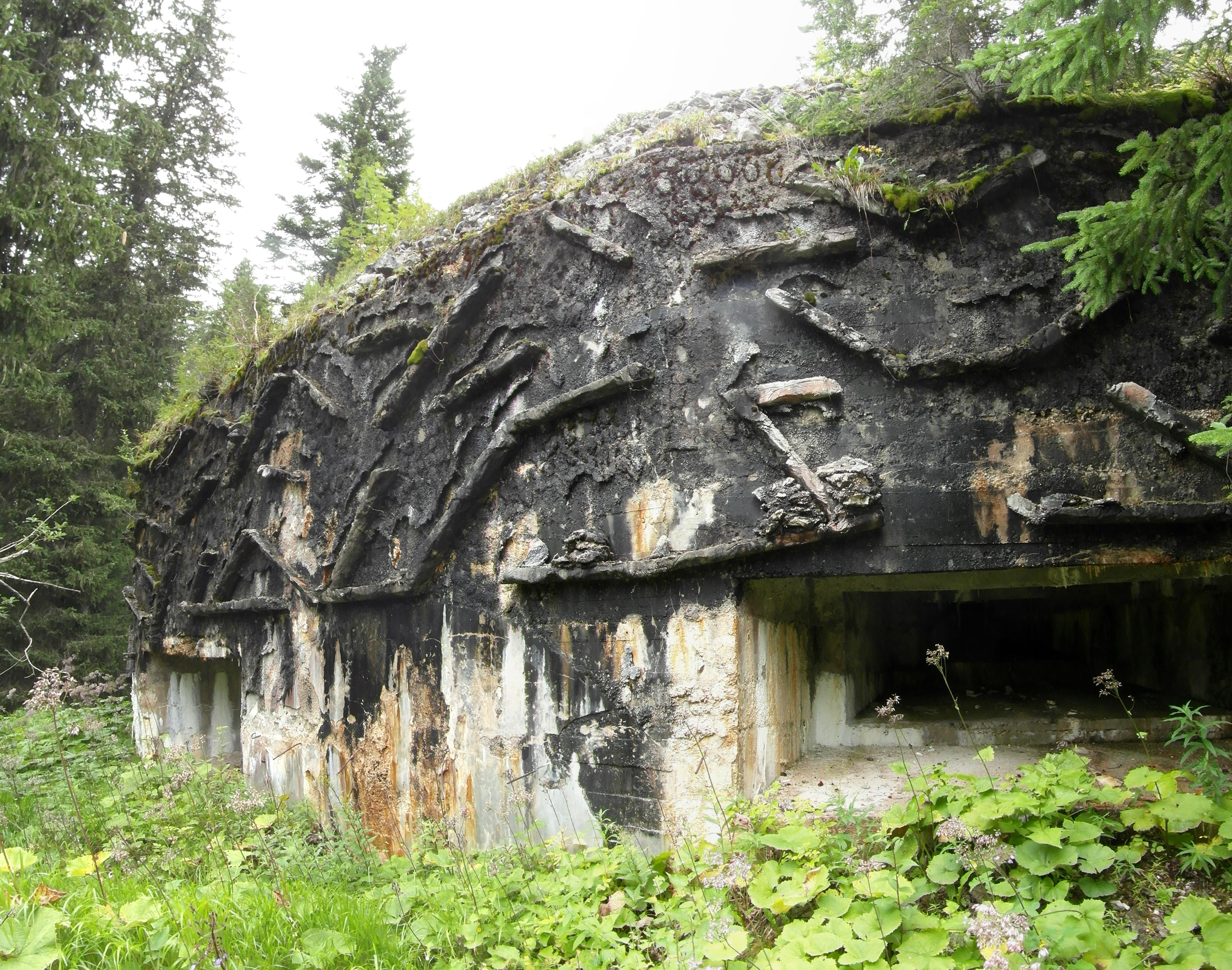
L'esterno dell'opera 7

Dopo aver raggiunto l'opera 6, è bene non proseguire per lo stesso sentiero, il n. 131, ma seguire l'altro che comunque parallelamente sale, ma a destra. Arrivati circa alla cima del Col della Croce (1796 m), si trova lungo il sentiero una svolta a sinistra. Questa è quella che in pochi minuti porta all'opera 7.
- Caratteristiche

L'opera di grandi dimensioni e costruita in calcestruzzo, con due ingressi e con due postazioni per l'installazione di bagni alla turca. Al suo interno si trova ancora la struttura per lo smistamento dell'aria. Al suo esterno, questa presenta due cisterne di raccolta per l'acqua piovana.
L'opera non è stata riattivata.
- Armamento previsto

1 fucile mitragliatore, 5 mitragliatrici
- Ingressi

L'opera ha 2 ingressi
Dati relativi a agosto 2014
- Coordinate geografiche: 46°39′44.67″N 12°25′24.29″E

#### Opera 8
- Come raggiungere l'opera

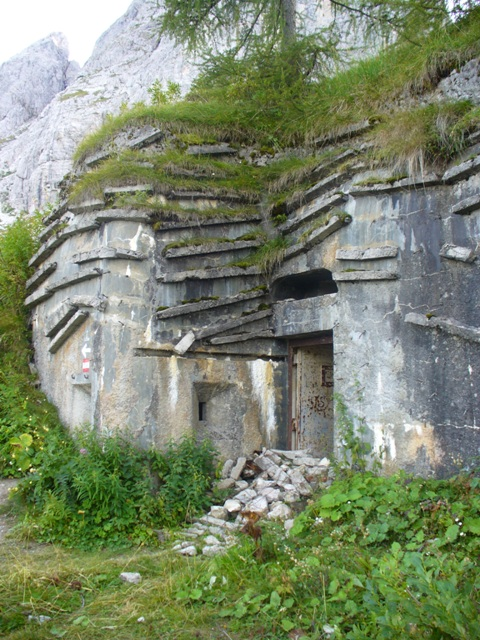
Un ingresso dell'opera 8

L'opera è raggiungibile dall'opera 2 seguendo in salita il sentiero che conduce direttamente ad una delle sue due entrate.
- Caratteristiche

L'opera media in calcestruzzo non è stata riattivata in ambito NATO.
Presso l'opera si trova una lapide commemorativa di un tenente, con la dicitura: morto, svolgendo il proprio dovere.
- Armamento previsto

1 fucile mitragliatore, 4 mitragliatrici
- Ingressi

L'opera ha 2 ingressi
- Dati relativi a agosto 2007
- Coordinate geografiche: 46°38′56.65″N 12°24′31.24″E

#### Opera 9
- Caratteristiche

L'opera non è stata riattivata.
- Armamento previsto

2 fucili mitragliatori, 4 mitragliatrici
- Coordinate geografiche: 46°39′00.52″N 12°24′42.4″E

#### Opera 10
- Come raggiungere l'opera

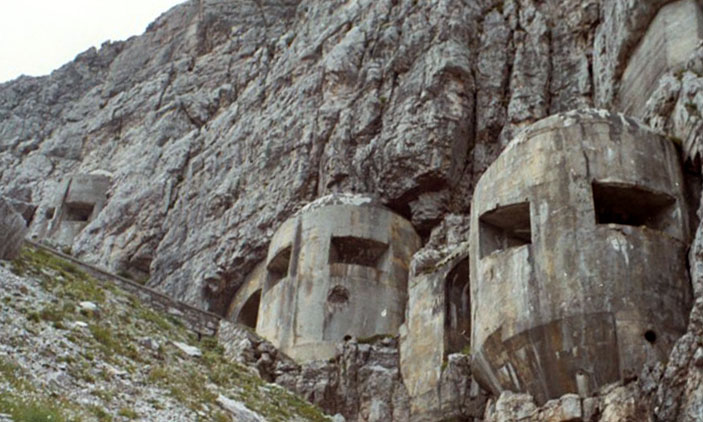
L'opera 10

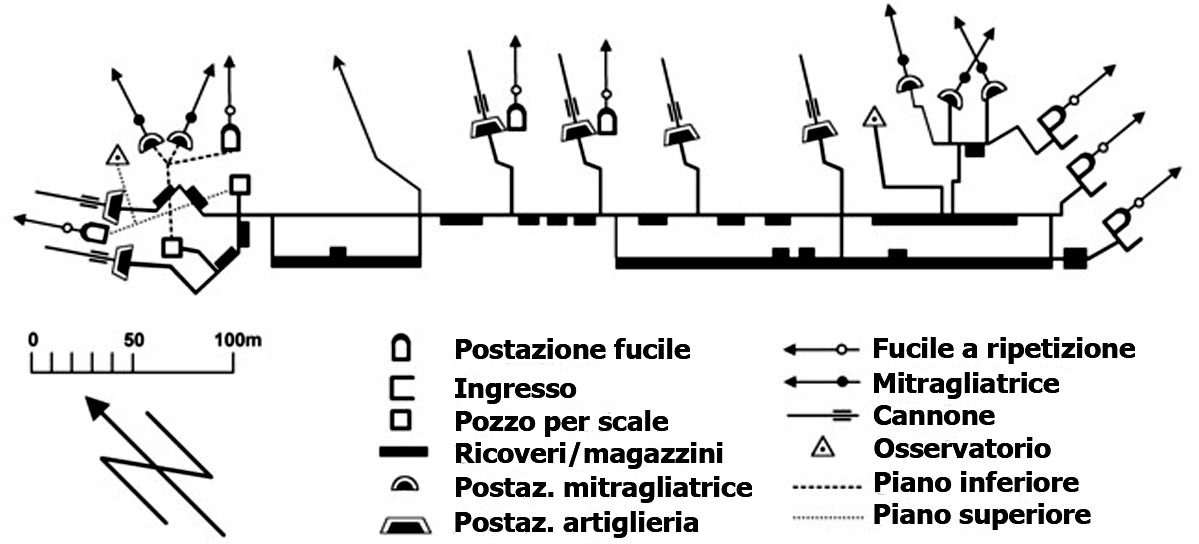
Sezione dell'opera 10

L'opera è raggiungibile a piedi, in un'ora e mezza dal passo di Monte Croce di Comelico, risalendo fino all'opera 11 il pendio dove si trova attualmente la pista da sci, e poi proseguendo per il sentiero 124, fino ad incrociare la vecchia strada militare che arriva e termina davanti all'imponente e spettacolare Opera 10.
- Caratteristiche

L'opera è unica nel suo genere in tutto il Vallo alpino in Alto Adige, per la sua particolare struttura e grandezza. Era ricavata interamente in caverna, ai piedi della Croda Sora i Colsei del Creston del Popera, a 1900 metri di quota circa, scavata nella roccia, e con alcune feritoie visibili anche già da Sesto e dal passo di Monte Croce di Comelico. Fu concepita inizialmente come opera d'artiglieria (da qui il nome "batteria monte Popera") e con l'aggiunta delle postazioni di fanteria raggiunse un notevole sviluppo sotterraneo.
All'interno dell'opera si articolano due corridoi paralleli lunghi 400 metri, con corridoi di lunghezza totale di circa 2 chilometri. Quello più interno dà sulle camerate, mentre quello più esterno porta alle bocche di fuoco e feritoie, alle quali si accede tramite scalinate o scale a chiocciola in legno che salgono o scendono. L'opera era collegata ad un centro di resistenza inferiore tramite circa 260 scalini che risulta tuttora agibile.
Nel pieno rispetto della circolare 15000, l'opera 10 era dotata di caponiere per la difesa vicina dei cinque ingressi e delle postazioni d'arma, ovvero i malloppi. Erano inoltre previsti due osservatori in casamatta e una postazione per fotoelettrica. L'opera era progettata per essere la sede del comando dello sbarramento e come opera capogruppo, il suo presidio era calcolato in 7 ufficiali, 10 sottoufficiali e 150 uomini di truppa. L'opera non è stata riattivata in ambito NATO.
Attorno all'opera si trova anche una grande vasca.
- Armamento previsto
  - mitragliatrici:
    - nucleo nord: 2 mitragliatrici con azione sulla testata del rio Bianco e verso le opere 8 e 9;
    - nucleo est: 3 mitragliatrici con azione frontale verso le opere 8 e 9 e di fiancheggiamento verso le opere 11-16;

  - artiglieria:
    - sezione nord: 2 pezzi da 100/17 con azione lungo la valle di Sesto;
    - batteria est: 4 pezzi da 100/17 con direzione di tiro monte Arnese - Col Quaternà, ovvero con azione sul terreno antistannte la zona degli sbarramenti;[3]

Inoltre: 8 caponiere, 2 osservatori.
- Ingressi

L'opera ha 5 ingressi, 3 tutte sullo stesso lato (sud), di cui una, quella centrale, è stata aperta. Le altre due entrate risultano bloccate da blocchi di pietra
- Dati relativi a ottobre 2006
- Coordinate geografiche: 46°38′39.73″N 12°24′36.4″E

#### Opera 11
- Come raggiungere l'opera

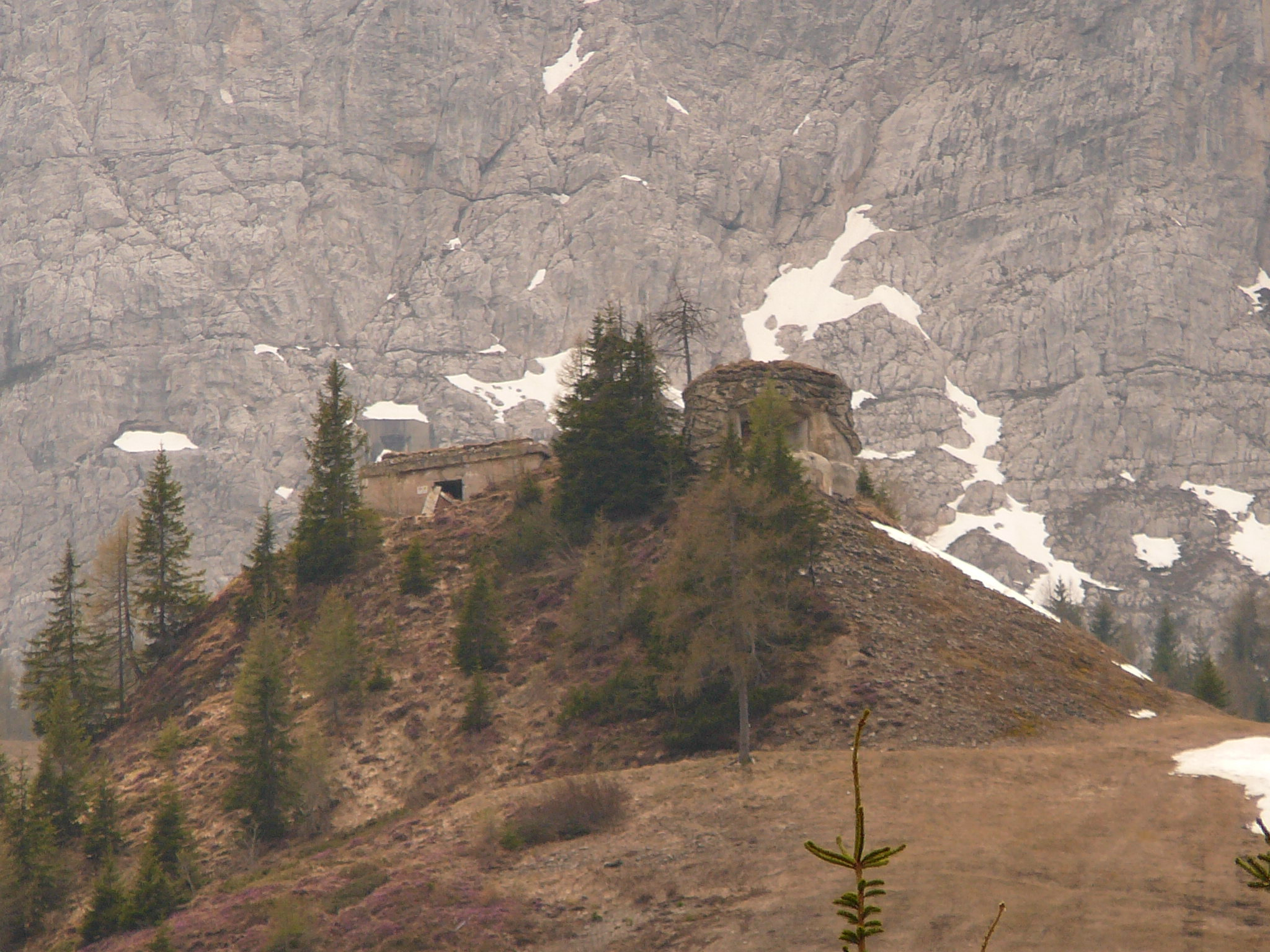
L'osservatorio dell'opera 11, prima dei lavori

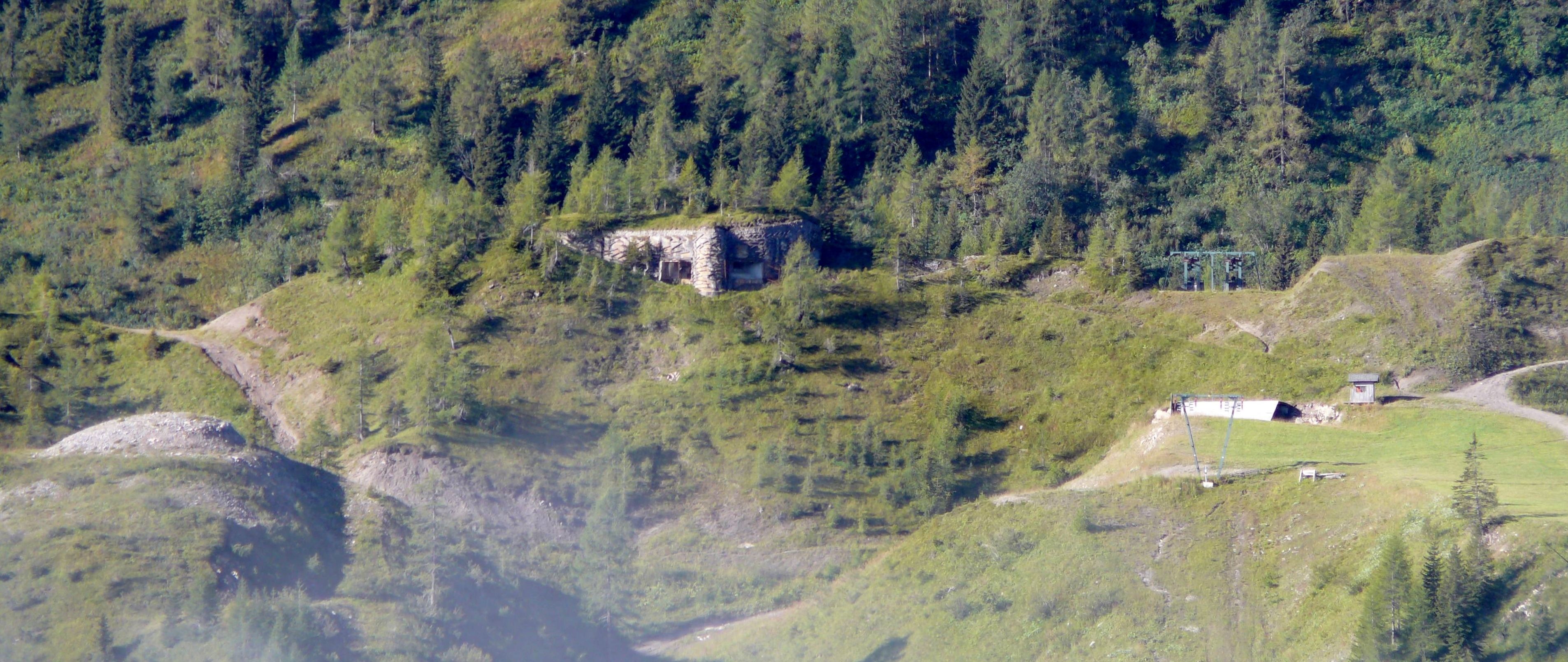
Vista dell'opera dal lato opposto della valle

L'opera è ben visibile parcheggiando la macchina al passo di Monte Croce di Comelico, e guardando in direzione sud-ovest, in cima agli impianti di risalita. Per raggiungerla si può semplicemente risalire la pista da sci (percorso leggermente pendente), oppure prendere il sentiero 124 (o 15A) che parte un po' sotto il parcheggio, nella direzione di Sesto fino al lago dell'Orso.
A seguito di lavori di ampliamento della pista da sci decisi in concerto tra l'hotel passo di Monte Croce (proprietario della pista insieme ad altri soci) e la direzione del Genio Militare, l'osservatorio e la fotoelettrica da 120 sono stati ricoperti nella primavera 2007.
- Caratteristiche

L'opera è suddivisa in un blocco centrale da cui si diramano due caponiere che una guarda il valico mentre l'altra verso i due ingressi sul lato sud.
Come alcune opere della zona anche quest'opera ha una particolare mimetizzazione. L'opera è stata riattivata.
- Armamento previsto

prima della guerra: 1 fucile mitragliatore, 5 mitragliatrici
nel reimpiego: 5 mitragliatrici breda 37
- Ingressi

L'opera ha 2 ingressi sullo stesso lato
- Dati relativi a maggio 2007
- Coordinate geografiche: 46°39′03.98″N 12°24′55.01″E

#### Opera 13
- Come raggiungere l'opera

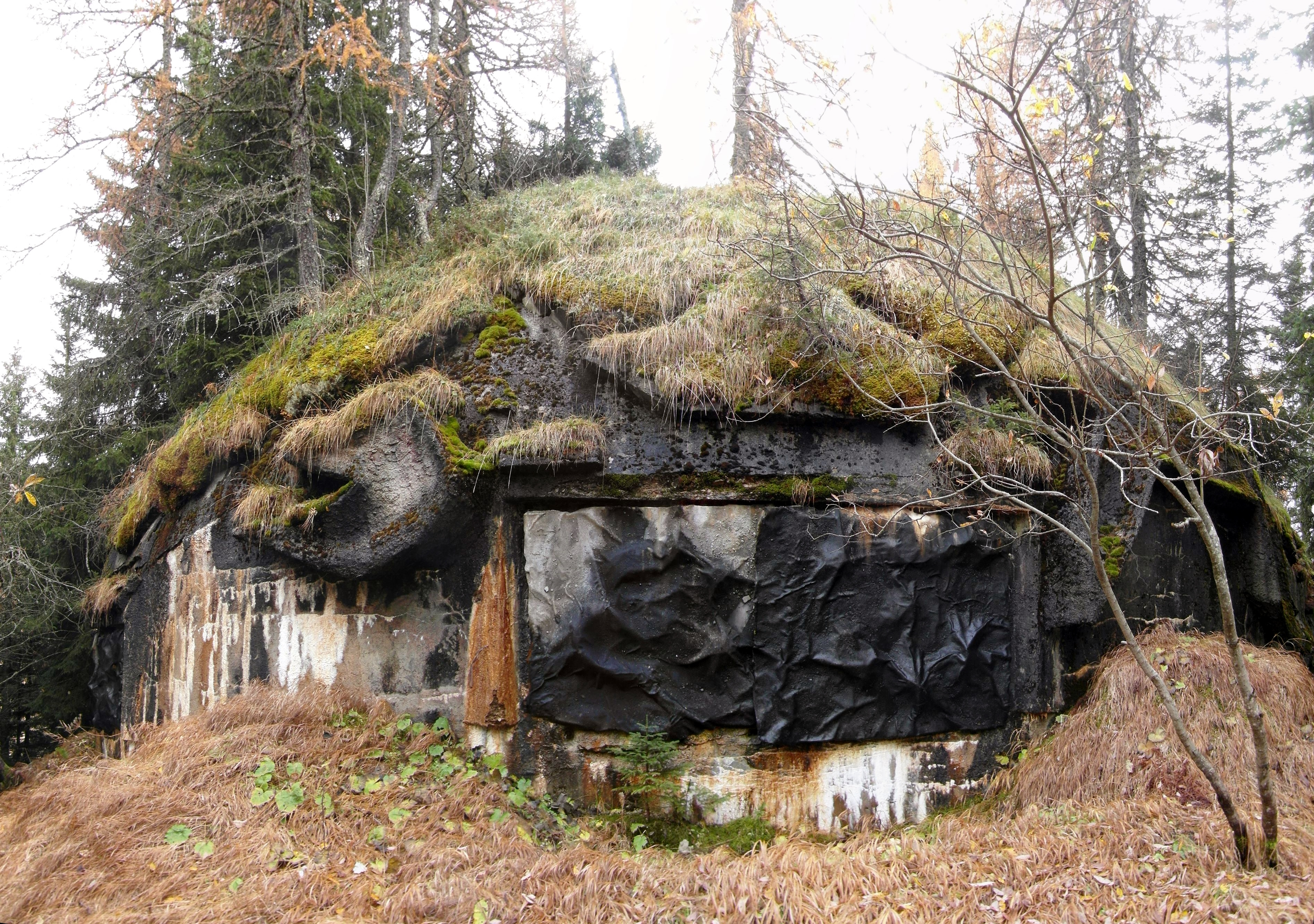
Esterno dell'opera 13

L'opera si trova poco al di sopra del passo; seguendo il sentiero nr. 131 fino al primo tornante, si procede da qui restando in quota seguendo una flebile traccia che conduce all'opera, a quota 1700 m circa.
- Caratteristiche

L'opera di media grandezza è stata costruita interamente in calcestruzzo. Dai funghetti che sporgono al di fuori dell'opera, anche questa conteneva un motore a benzina per il funzionamento dell'aerazione all'interno dell'opera.
L'opera è stata riattivata nel dopoguerra.
- Armamento previsto

prima della guerra: 1 fucile mitragliatore, 4 mitragliatrici
nel reimpiego: 4 mitragliatrici breda 37
- Ingressi

L'opera ha 2 ingressi
- Dati relativi a ottobre 2013
- Coordinate geografiche: 46°39′20.57″N 12°25′31.8″E

#### Opera P1
- Come raggiungere l'opera

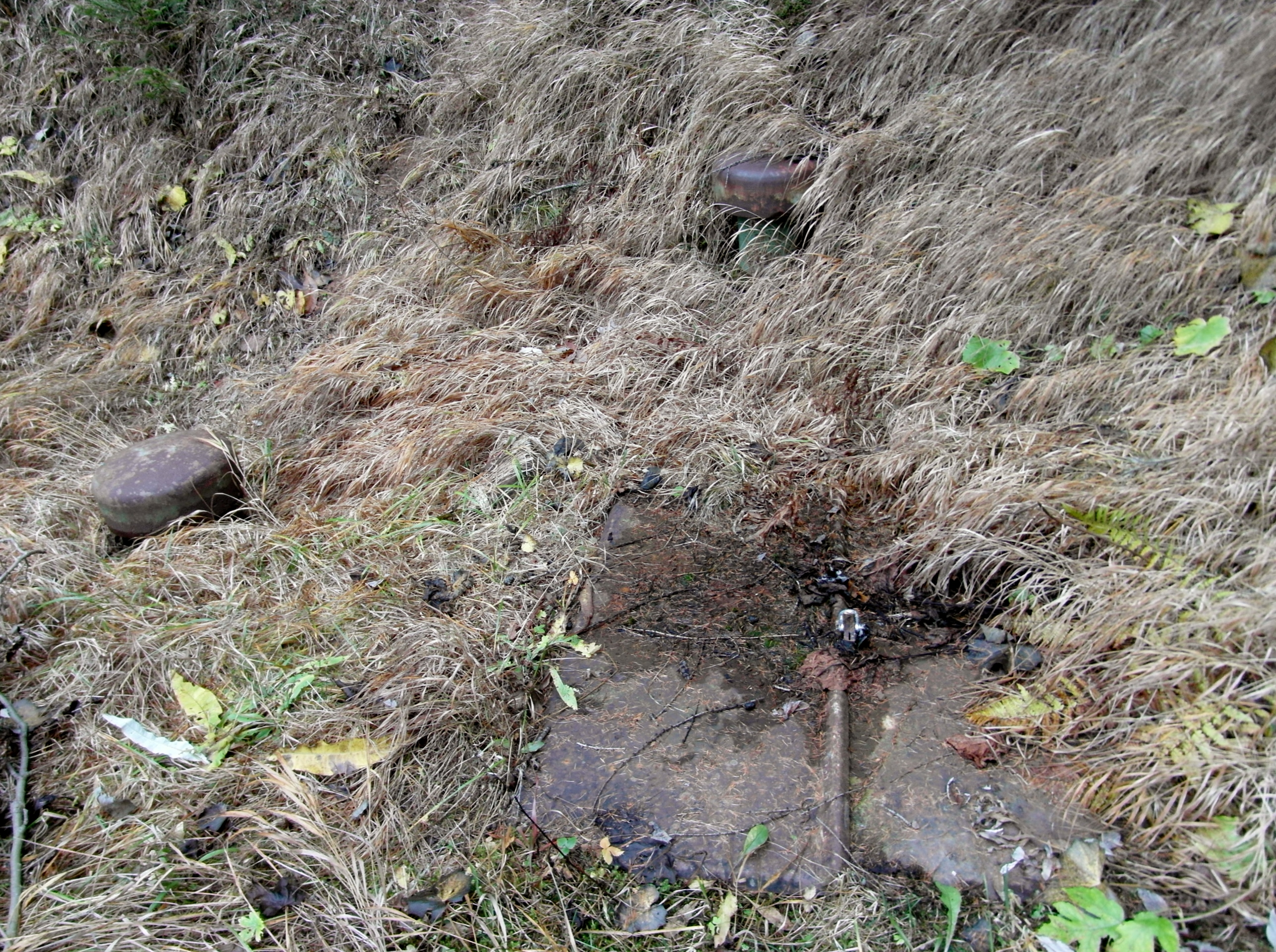
L'ingresso e i camini della torretta

L'opera si trova poco al di sotto del passo in direzione del Comelico, giusto presso la prima curva stretta verso sinistra che si incontra, ad una quota di 1600 m circa.
- Caratteristiche

L'opera è stata costruita nel dopoguerra per aumentare le capacità contro carro dello sbarramento. La sua identificazione risulta difficile in quanto ciò che rimane sono solamente due funghetti e due piastre metalliche ben saldate.
- Armamento previsto

torretta enucleata di un carro armato M26 Pershing, armato con un cannone da 90/50
- Dati relativi a ottobre 2013
- Coordinate geografiche: 46°39′00.07″N 12°25′42.8″E

### Sbarramento Alto Padola-Cresta di Vallorera
Più a nord dello sbarramento è visibile invece una delle ex-casermette presso la Sella dei Frugnoni della Guardia alla Frontiera, che presidiava i confini territoriali.

#### Opera 5
- Come raggiungere l'opera

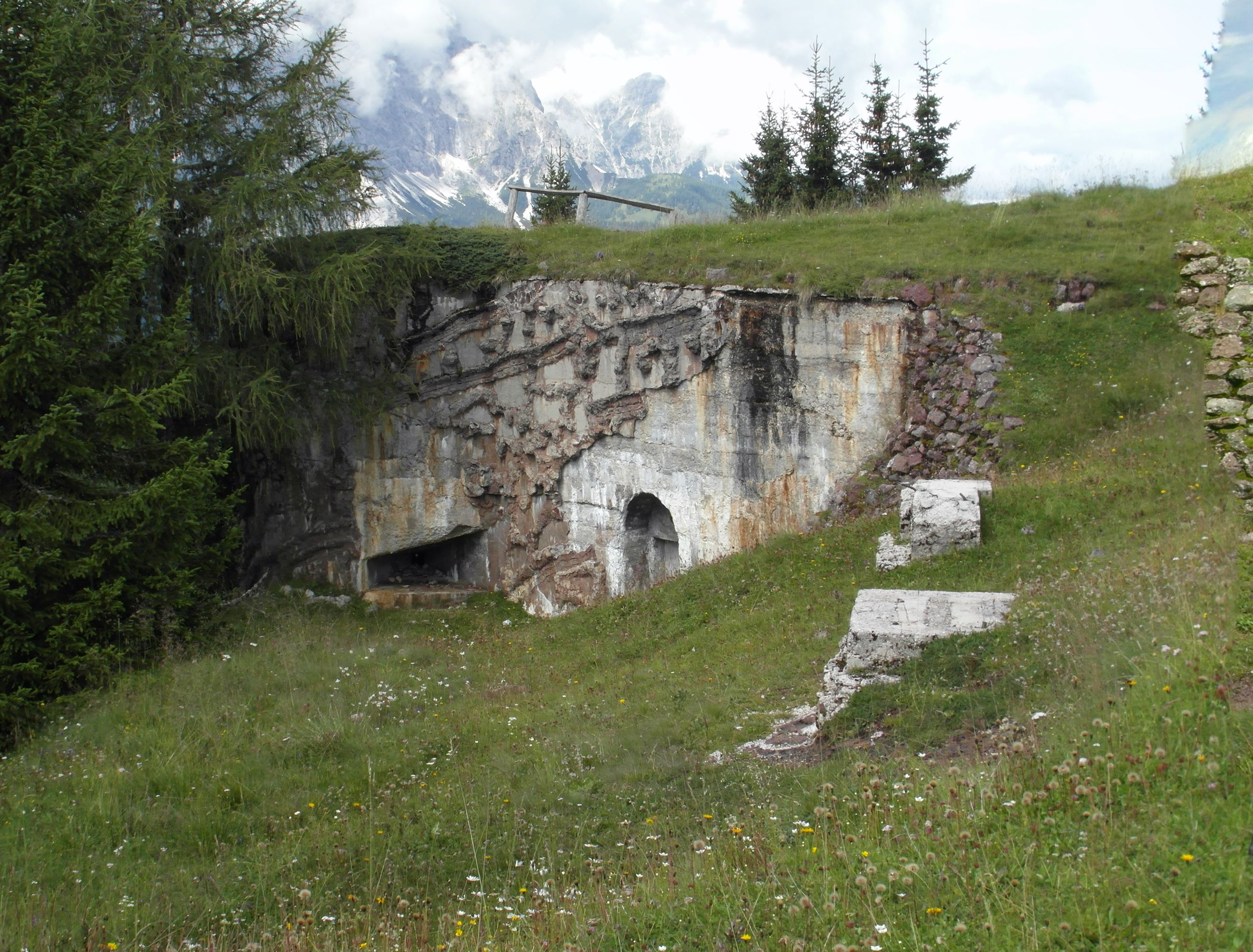
Vista dell'opera 5

Per giungere a quest'opera è necessario risalire dal parcheggio della casara di Coltrondo (1879 m) una mulattiera che non è il sentiero che conduce alla malga Nemes. In circa 15 minuti si raggiunge l'opera.
- Caratteristiche

L'opera è di grandi dimensioni, costruita in calcestruzzo. Al suo interno si trovano tre caditoie e tutte e tre sono sormontate da cunicoli per le fotofoniche, una grande camerata e una scala incompleta per raggiungere la torretta. Era a comando dello sbarramento.
- Armamento previsto

1 fucile mitragliatore, 5 mitragliatori e 1 torretta osservatorio
- Ingressi

L'opera ha un ingresso
- Dati relativi a agosto 2014
- Coordinate geografiche: 46°39′56.78″N 12°26′26.17″E

#### Opera 7
- Come raggiungere l'opera

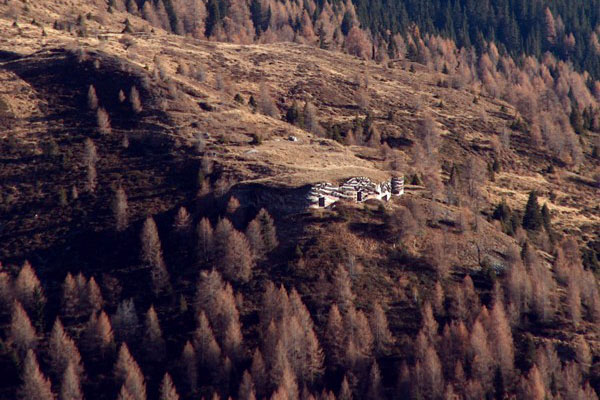
L'opera 7

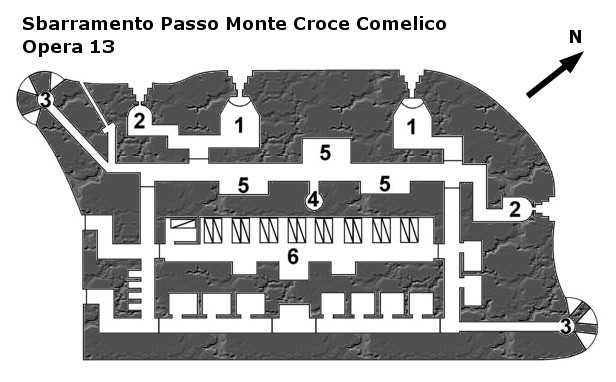
La piantina dell'opera 7

L'opera si trova lungo il sentiero nr. 159 che dalla malga Colrotondo porta al passo Silvella, a quota 2058 m.
- Caratteristiche

L'opera monoblocco di calcestruzzo numero 7 del gruppo di Cresta di Vallorera si trova a 2022 metri di quota; questa doveva comprendere una sezione da 75/27 in casamatta su installazione di "tipo 4" con azione dal Pian di Mazzes - monte Covolo (1908 m) alle pendici di monte Rosso (2390 m) - cima del Pegno (oggi Cima del Pulle, 2381 m). Completavano l'opera due postazioni per mitragliatrici e un osservatorio attivo in torretta la quale però non venne installata.
- Armamento previsto

1 fucile mitragliatore, 2 mitragliatrici, 2 cannoni 75/27. In seguito, 2 mitragliatrici e una sezione di 75/27 su affusto "tre croci".
- Ingressi

L'opera ha due ingressi sullo stesso lato
- Dati relativi a maggio 2007
- Coordinate geografiche: 46°40′07.28″N 12°27′09.97″E

## Galleria d'immagini

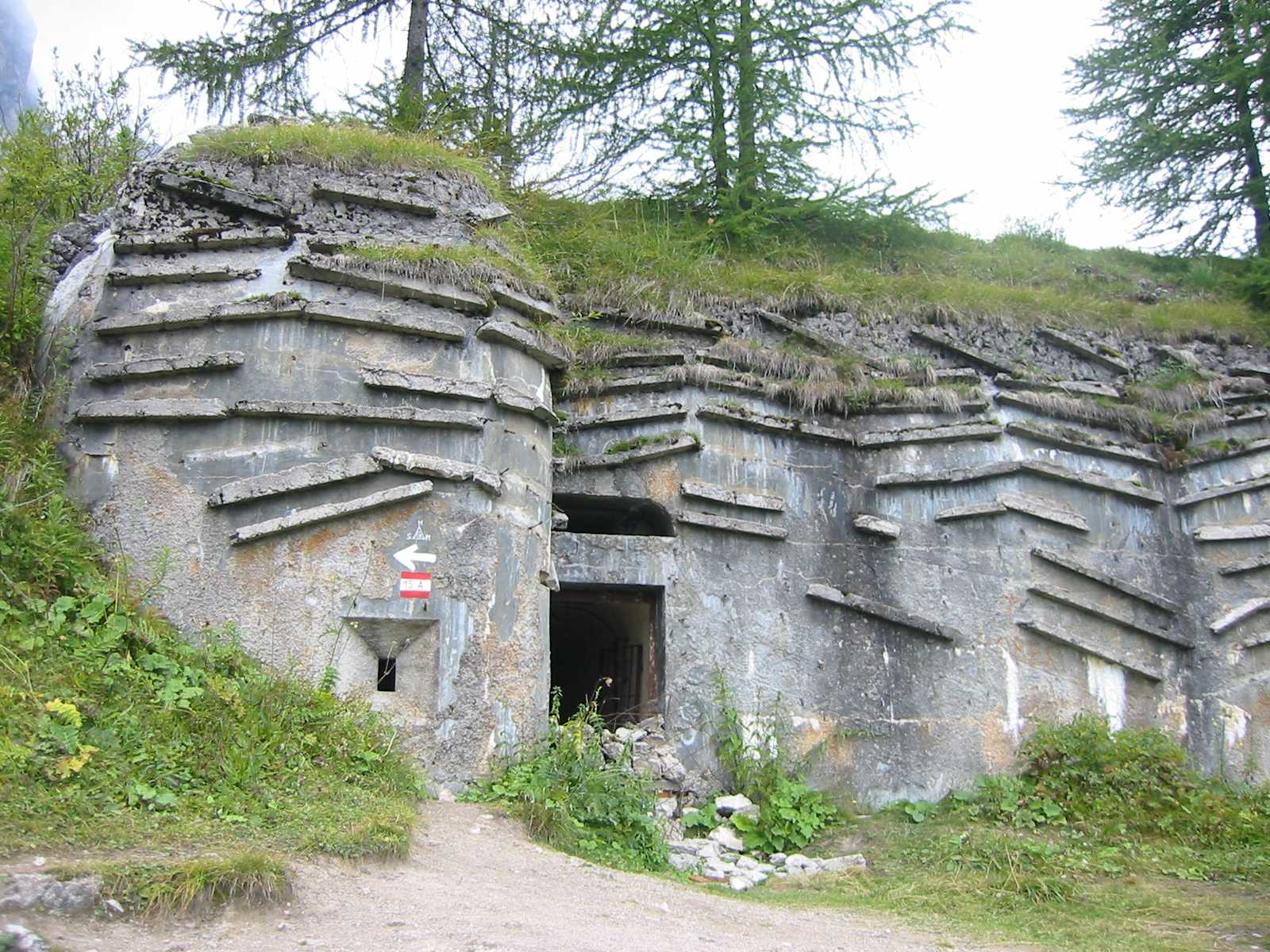
Opera 8 Esterno
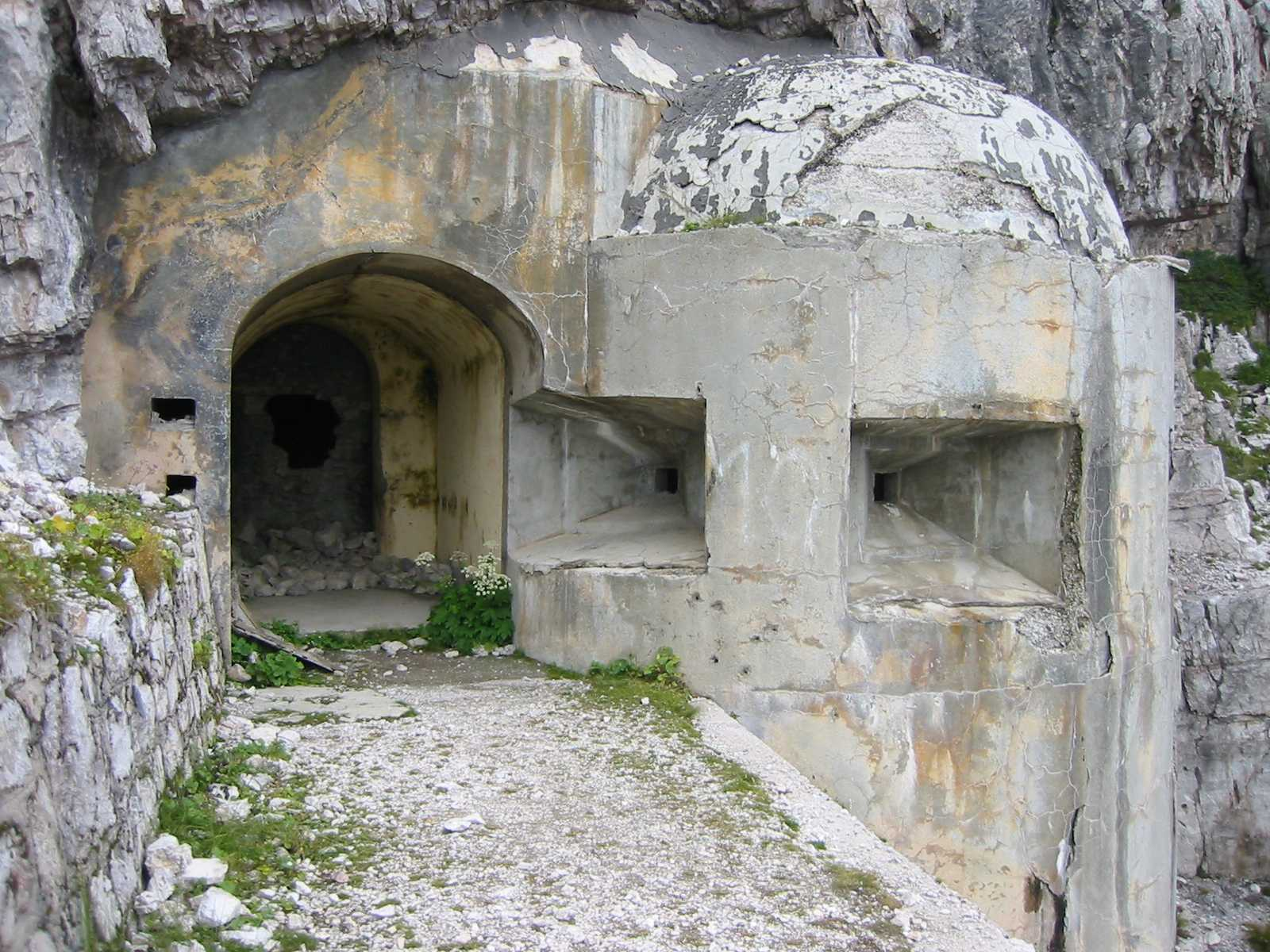
Opera 10 Ingresso centrale
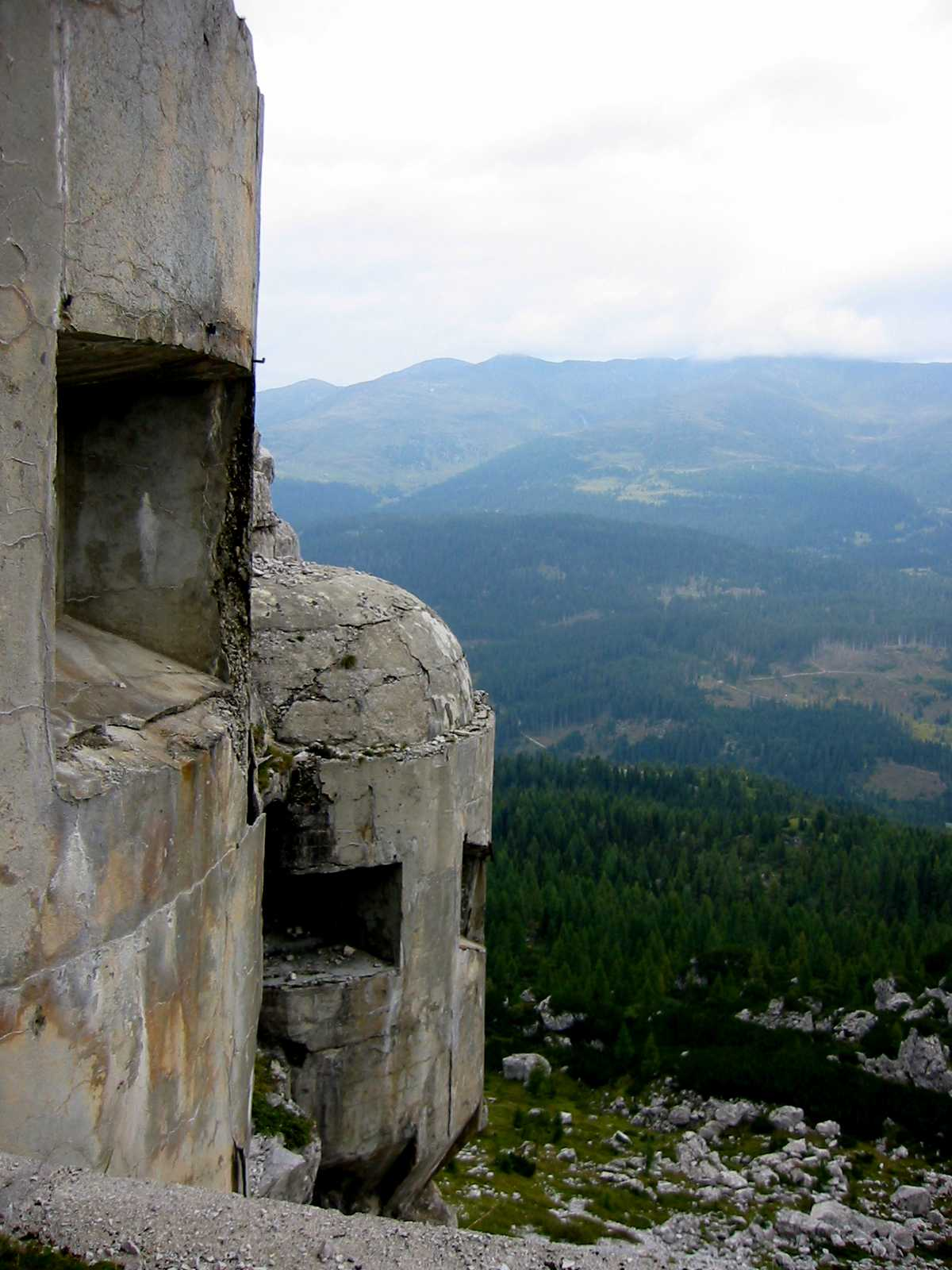
Opera 10 Malloppo difesa vicina
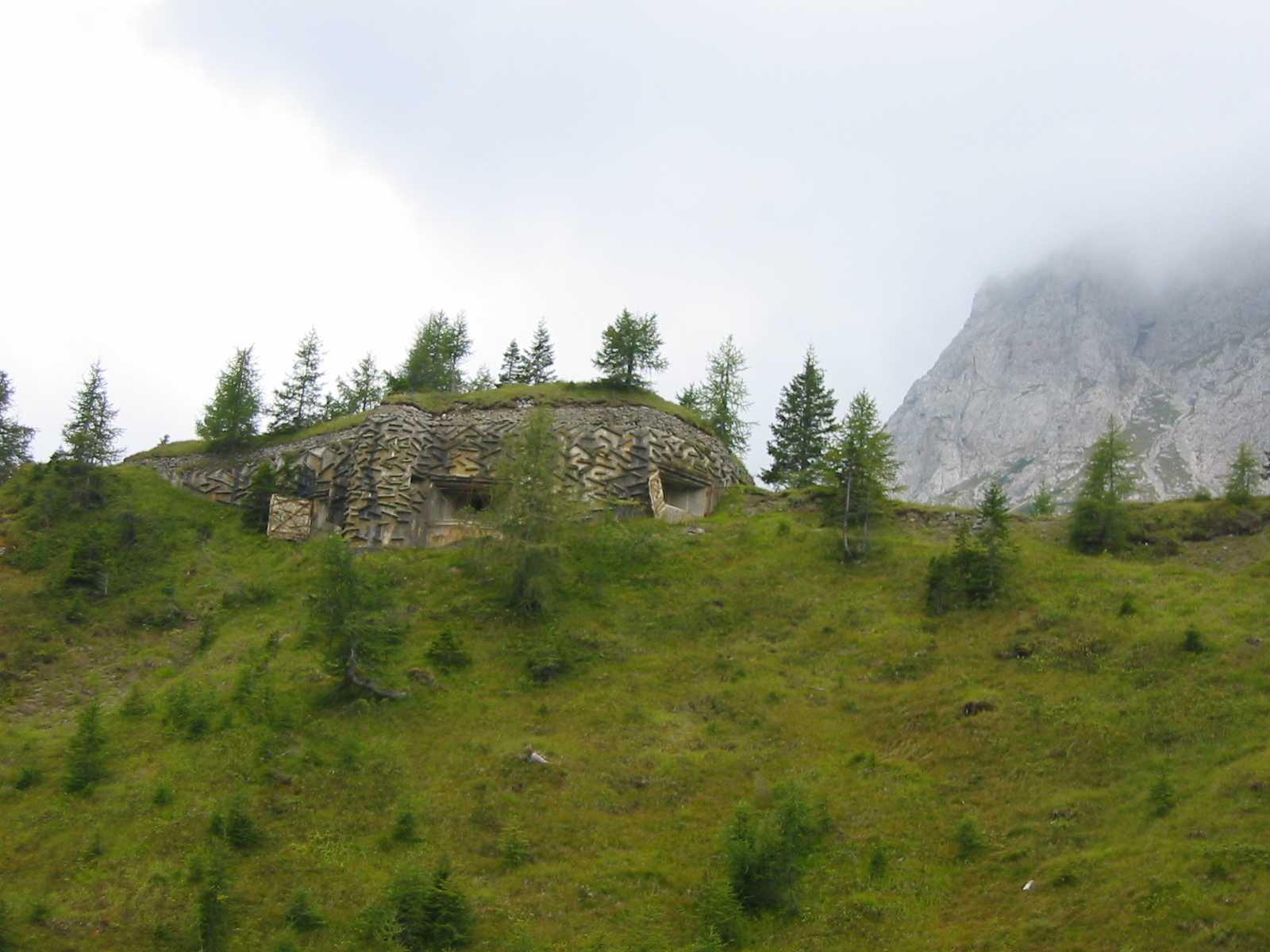
Opera 11